# Joseph de Rigaud
Pour les articles homonymes, voir Rigaud.
Joseph Julien Honoré de Rigaud, dit Joseph, de Rigaud, né le 13 décembre 1748 à Castres et mort guillotiné le 20 avril 1794 à Paris, est un juriste, professeur de droit à l'université de Toulouse et homme politique français, principalement connu pour avoir été, du 28 février 1790 au 1er août 1792, le premier maire de Toulouse et conseiller Parlement de Toulouse. Il est également identifié à Jean-Laurent de Rigaud,,, et Jean-Laurens Rigaud.

## Biographie
Joseph-Julien-Honoré de Rigaud naît le 13 décembre 1748 à Castres, en Albigeois. Fils de Pierre-Joseph de Rigaud et de son épouse, Marguerite de Bonnemain, il est co-seigneur de Lanta et de Belleville.
En novembre 1774,  Rigaud épousera Mlle de Tournier avec laquelle il aura deux fils.
En 1776, il est le propriétaire et le seigneur des « terres et seigneuries de Lasbordes, Pébrens et Mézerac »,, près de Castelnaudary, dans la sénéchaussée de Lauragais.

### Carrière universitaire
Docteur en droit,  Rigaud est candidat aux divers concours d'agrégation de droit ouverts de 1745 à 1752. En 1753, il est enfin élu agrégé, à l'unanimité,. Mais ce n'est que le 26 janvier 1759 qu'il est reçu au concours ouvert par l'université de Toulouse pour la chaire devenue vacante à la suite du décès du professeur Dèzes. Il intègre alors la Faculté de droit qui, le 4 septembre 1769, l'élit à la chaire du professeur Julien.
En 1776, lorsque des facultés de l'université de Toulouse contestent le privilège de la Faculté de droit de nommer le recteur de l'université, Rigaud est élu syndic de la faculté de droit.
Fin 1788,  Rigaud est nommé, pour trois mois, recteur de l'université de Toulouse et c'est en cette qualité que, le 14 décembre 1788, il adresse à Charles de Paule de Barentin, Jacques Necker et Laurent de Villedeuil, un mémoire tendant à faire reconnaître le droit des universités à députer directement aux États généraux.
En 1788,  Rigaud habite aux Puits-Clos ; il déménage et, en 1789, habite rue Pargaminières.
Pendant l'année universitaire 1788-1789,  Rigaud professe un cours de droit canonique relatif au décret de Gratien. Il poursuivra sa carrière universitaire au moins jusqu'en 1791, année où il sera nommé, pour la seconde fois, recteur de l'université.

### Carrière parlementaire
En 1789,  Rigaud est conseiller lai au parlement de Toulouse et est membre de la Première Chambre des enquêtes de cette cour supérieure. Le 5 novembre, il est membre de la Chambre de vacations qui assure la continuité du parlement pendant les vacances judiciaires. Le 17 février, dans la salle du Grand-Consistoire du Capitole de Toulouse, il prête le serment civique devant les capitouls de Bonfanton, de Gounon-Loubens, Merlé et Manent.
Le 27 mars 1789,  Rigaud siège à l'Assemblée de la noblesse qui se à tient à Toulouse ; le lendemain, il se fait représenter, à celle de la sénéchaussée de Castelnaudary, par Louis de Villeneuve de la Crouzille. Il se retire dans son château de Saint-Pierre-de-Lages.

### Premier maire de Toulouse
Le 28 février 1790,, à 70 ans, Joseph de Rigaud est élu premier maire de Toulouse, contre de Chalvet, avec 1 104 voix sur 1 738 votants. Il entre en fonctions le jour même, succédant ainsi aux capitouls. Le 6 mai 1791, il est le premier professeur de la Faculté de droit à prêter le serment civique, désormais requis des professeurs pour continuer à exercer dans les établissements relevant du département de l'Instruction publique.
Rigaud est réélu maire en novembre 1791, contre Marc Derrey, avec 248 voix sur 398 votants. Mais, le 23 octobre 1792, il est battu par Derrey. De tendance girondine, celui-ci est élu maire avec 1 168 voix contre 211 pour  Rigaud dont le mandat prend fin le 1er août 1792.

### Victime de la Terreur
Sous la Terreur, Joseph de Rigaud est arrêté le 24 avril 1793 puis libéré sous caution le 20 juin. Mais, le 17 août, la Convention décide d'étendre le champ d'application de loi des suspects afin de « permet(tre) l'arrestation immédiate, sans motif comme sans preuve, de tous ceux qui n'ont pas constamment manifesté leur attachement à la Révolution ou de ceux qui n'ayant rien fait contre la Liberté, n'ont rien fait pour elle ». Considéré comme « suspect », Rigaud est arrêté une seconde fois, le 29 août 1793, à la suite d'un mandat d'arrêt délivré, à la requête de l'accusateur public, par le tribunal révolutionnaire du département de la Haute-Garonne. Ce même mandat d'arrêt permet l'arrestation de cinq de ses anciens collègues de la Chambre des vacations du parlement de Toulouse, à savoir, : Jean-Jacques Balsa de Firmy, Philippe-Joseph-Marie de Cucsac, Jean-François de Montégut, Anne-Joseph de Lafont-Rouis et d'Urbain-Élisabeth de Ségla. Ensemble, ils sont détenus au couvent de la Visitation de Toulouse qui sert de maison de justice. « Prévenus de rébellion à la loi et de forfaiture », ils sont interrogés puis transférés à la Conciergerie de Toulouse. Quelques mois après, le Comité de sûreté générale mande leur transfert à Paris afin qu'ils comparaissent devant le tribunal révolutionnaire de la capitale. Avant de quitter la Conciergerie, le 20 mars 1794, Joseph de Rigaud, qui ne se fait guère illusion sur le sort qui l'attend, fait son testament. Il est condamné à mort et exécuté à Paris, le 20 avril 1794 (1er floréal an II).
Son père, Pierre-Joseph, âgé de 81 ans, est assigné à résidence et placé sous la garde de sa belle-fille.
Ses importantes propriétés rurales sont confisquées puis vendues.